# سیارک ۶۵۱۱
سیارک ۶۵۱۱ (به انگلیسی: 6511 Furmanov، نامگذاری:1987QR11) شش هزار و پانصد و یازدهمین سیارک کشف شده‌است که در ۲۷ اوت ۱۹۸۷ کشف شد.
قدر مطلق سیارک برابر ۱۲٫۶۰ است.